# Du Pain et des Roses
Ne doit pas être confondu avec Bread and Roses.
Du Pain et des Roses, en espagnol Pan y Rosas, est une organisation féministe originaire d'Argentine, où elle est intégrée au PTS. Le groupe appartient au courant du féminisme socialiste, et il est promu au niveau international dans 15 pays différents par la Fraction trotskyste - Quatrième Internationale. Il existe en France en tant que composante interne de Révolution permanente,.

## Histoire
L'organisation est fondée à l'occasion de la XVIIIe Rencontre nationale des Femmes (es) qui se déroule à Rosario dans la province de Santa Fe en 2003 à l'initiative de l'enseignante Andrea Iris D'Atri,. Le nom du collectif fait référence à la grève connue sous le nom de Bread and Roses, qui avait eu lieu à Lawrence dans le Massachusetts en 1912. Le nom du groupe vient donc du slogan de cette grève : le Pain symbolise la revendication d'un salaire adéquat, tandis que les Roses symbolisent la volonté d'avoir de meilleures conditions de travail et une vie décente. Le groupe considère que la lutte contre l'oppression des femmes est aussi une lutte anticapitaliste, et donc que seule la révolution sociale menée les travailleurs en alliance avec tous les secteurs opprimés permettra de briser les chaînes du capitalisme, dont le patriarcat est une manifestation. Pour les militantes de Du Pain et des Roses, cette révolution à venir doit jeter les bases de l'émancipation des femmes, ainsi que des minorités sexuelles et de genre.
Le mouvement s'est construit à la fois en opposition au féminisme radical et au féminisme libéral. Bien que sa section la plus large et la plus connue soit en Argentine au sein du PTS, l'organisation est également présente au Brésil (MRT), au Chili (PTR), au Mexique (MTS (es)), aux États-Unis (LV), en Bolivie (LOR-CI), en France (RP), en Uruguay (CTS), au Venezuela (LTS), au Pérou (CST), en Espagne (CRT), en Allemagne (RIO (en)) au Costa Rica (OS), en Italie (FIR) et en Corée du Sud (MTS),. Les principales représentantes de l'organisation en Argentine sont Andrea D'Atri, Noelia Barbeito (es), Myriam Bregman et Nathalia González Seligra (es).

## En France
Le collectif organise le 20 février 2023 une réunion publique au sein de l'Université Paris 8 en présence de la comédienne et militante féministe Adèle Haenel. Lors de cette conférence, l'actrice accuse notamment le gouvernement d'Emmanuel Macron d'être un « gouvernement de violeurs » et appelle à « renverser le capitalisme ». Il est affilé à Révolution permanente.